# Chim tầm gửi
Chim tầm gửi (danh pháp hai phần: Dicaeum hirundinaceum) là một loài chim lá thuộc chi Dicaeum trong họ Chim sâu. Đây là loài bản địa của Úc (mặc dù không hiện diện ở Tasmania và các vùng sa mạc khô hạn nhất), và phía đông đảo Maluku Indonesia biển Arafura giữa Australia và New Guinea. Chúng phải sinh sống ở nơi có cây và bụi cây, để có thể xây dựng tổ. Chim ăn nhiều loại thức ăn khác nhau như là trái dâu và các loại các loại côn trùng.
Phân tích di truyền của DNA ty thể của 70% của loài chim này cho thấy nó và chim sâu mũ đỏ (D. geelvinkianum) có quan hệ tương đối gần nhất của nhau.

## Hình ảnh

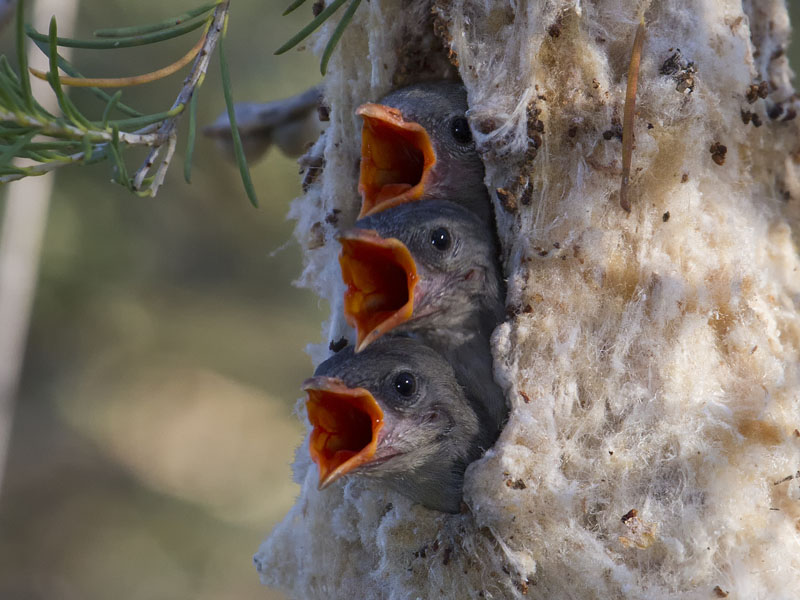
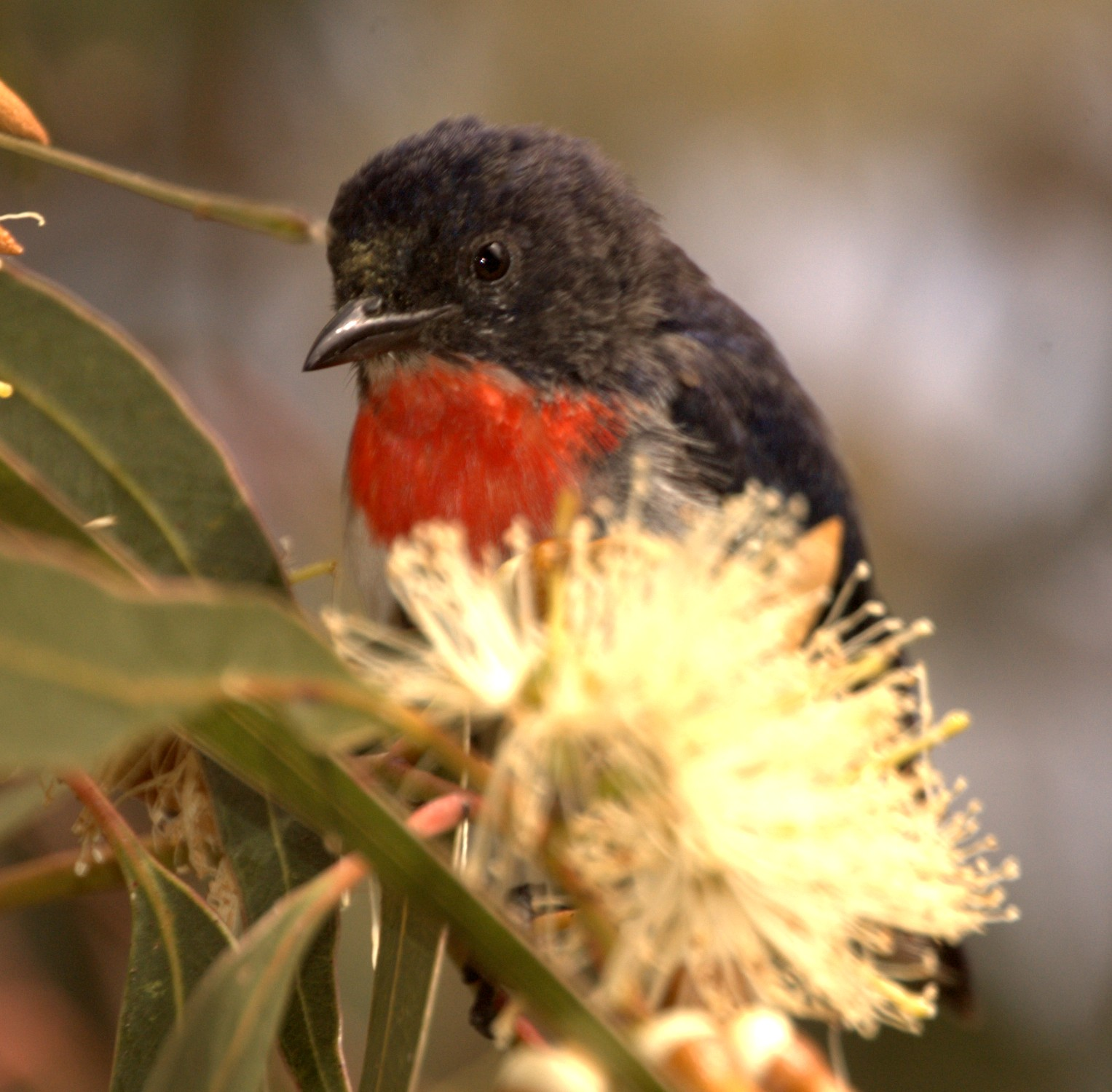